# فهرست کارگردان‌های فیلم و تلویزیون
در زیر فهرستی از کارگردانان برجسته سینما و هنرهای تلویزیونی آمده است.

## کارگردانان افغان
- ادیب احمدی
- ادریس عزیزی
- صدیق برمک
- عتیق رحیمی
- لطیف احمدی
- همایون مرووت
- توریالی شفق
- سعید ورکزی
- واحد نظری
- احمد جاوید کوشا

## کارگردانان آلمانی
- فاتح آکین
- برند آیشینگر
- رولند امریش
- اندرسون بتمن
- هاینریش برلوئر
- سباستین بینیک
- گئورگ ویلهلم پابست
- ولفگانگ پترسن
- اروین پیسکاتور
- مارگارته فون تروتا
- تام تیکور
- الکساندر جووی
- هانس ریشتر
- لنی ریفنشتال
- هلکه زاندر
- روبرت زیودماک
- داگلاس سیرک
- داریوش شکوف (ایرانی)
- فولکر شلوندورف
- تیل شوایگر
- راینر ورنر فاسبیندر
- کاتیا فون گارنیه
- فریتس لانگ
- ارنست لوبیچ
- فریدریش ویلهلم مورنائو
- آرمین مولر-اشتال
- ویم وندرس
- رابرت وینه
- ورنر هرتسوک

## کارگردانان اتریشی
- آرش ریاحی
- اریش فون اشتروهایم
- فرد زینمان
- میشائیل هانکه
- اولریش زایدل

## کارگردانان اسپانیایی
- فرناندو آرابال
- پدرو آلمودوار
- آلخاندرو آمنابار
- ویکتور اریسه
- خوان آنتونیو بایونا
- ویسنته بلاسکو ایبانز
- لوئیس بونوئل
- سالوادور دالی
- آنتونیا سن خوان
- ایزابل کواکست
- جوردی مویا

## کارگردانان آمریکایی
- جی. جی. آبرامز
- جود آپاتو
- دیوید آرکت
- دارن آرنوفسکی
- شون آستین
- رابرت آلتمن
- آلن آلدا
- رابرت آلدریچ
- وودی آلن
- پل توماس آندرسن
- جان جی. آویلدسن
- جاشوآ اوپنهایمر
- بلیک ادواردز
- کوین اسپیسی
- استیون اسپیلبرگ
- هاوارد استابروک
- سگ استالونه
- سیلوستر استالونه
- پل استر
- باربارا استرایسند
- جان استرجز
- پرستون استرجس
- دنیل استرن
- پل استرند
- اندرو استنتون
- الیور استون
- اندرو ال. استون
- شان استون
- بن استیلر
- جرج استیونس
- طناز اسحاقیان (ایرانی)
- ریدلی اسکات
- کمپبل اسکات
- دن اسکنلون
- مارتین اسکورسیزی
- جان اسلتری
- کوین اسمیت
- ویل اسمیت
- زاک اسنایدر
- هال اشبی
- جوزف فون اشترنبرگ
- دن اشنایدر
- نورا افرون
- بن افلک
- وس اندرسن
- کنی اورتگا
- تک اوری
- رنی اوکانر
- ادگار جی. اولمر
- کلینت ایستوود
- کریس ایوانز (بازیگر)
- جیمز ایوری
- زال باتمانقلیچ (ایرانی)
- تونی باف
- باب بالابان
- استیون بالدوین
- نوآ بامباک
- رامین بحرانی (ایرانی)
- رضا بدیعی (ایرانی)
- مارلون براندو
- کلارنس براون
- تیم برتون
- مارتن برست
- پیتر برگ
- جاناتان برندیس
- ادوارد برنز
- کن برنز
- جیمز ال. بروکس
- ریچارد بروکس
- مل بروکس
- درو بریمور
- ریجارد ال. برین
- لیک بل
- داستین لنس بلک
- رابرت بنتون
- جک بندر
- آمبر بنسون
- آن بنکرافت
- الیزابت بنکس
- فرانک بورزاگ
- دارن لین بوسمن
- استیو بوشمی
- جون بوکنکامپ
- پیتر بوگدانوویچ
- مایکل بی
- کتی بیتس
- وارن بیتی
- کاترین بیگلو
- بیل بیکسبی
- فدون پاپامیکائیل
- آل پاچینو
- تری پارکر
- ادریان کیوان پاسدار (ایرانی)
- بیل پاکستون
- آلن جی پاکولا
- آنتونی پرکینز
- اتو پرمینجر
- فرانک پری
- جیسون پریستلی
- سام پکینپا
- آلن پل
- آرتور پن
- زک پن
- شان پن
- ادوین اس پورتر
- سیدنی پولاک
- پیتر پیج
- فرانک پیرسون
- الکساندر پین
- مسی تاجدین (ایرانی)
- نورمن تاروگ
- کوئینتین تارانتینو
- دانکن تاکر
- دالتون ترامبو
- جاستین تروکس
- استنلی توچی
- بیلی باب تورنتون
- فرانکوت توین
- آلن تیلور
- جیم جارموش
- اولی جانستون
- جو جانستون
- آنجلینا جولی
- اسپایک جونز
- الکس جونز
- تامی لی جونز
- چاک جونز
- چارلی چاپلین (انگلیسی)
- لان چنی
- جان ام. چو
- دان چیدل
- چارلی چیس
- دیوید چیس
- مایکل چیمینو
- دیل دابون
- ژول داسن
- پیت داکتر
- فرانک دارابونت
- ایلیانا داگلاس
- کرک داگلاس
- ریچارد دانر
- مارکوس دانستن
- استنلی دانن
- جانی دپ
- فرد درست
- لورا درن
- ژولی دلپی
- پاتریک دمپسی
- جاناتان دمی
- رابرت د نیرو
- لی دنیلز
- دیوید دوکاونی
- دی. سی. دوگلاس
- سیسیل ب دومیل
- رابرت دووال
- دنی دویتو
- برایان دی پالما
- ون دیزل
- والت دیزنی
- والنیتن دیویس
- تیم رابینز
- برت راتنر
- دیوید او. راسل
- رجینا راسل
- هارولد رامیس
- راسل راوز
- جیسون رایتمن
- والتر رایش
- شاندا رایمز
- رابرت ردفورد
- الی روت
- رابرت رودریگز
- جانو روژبیانی (کرد عراقی)
- جورج رومرو
- من ری
- نیکلاس ری
- پیتر ریجرت
- سام ریمی
- راب رینر
- راب زامبی
- کاوه زاهدی (ایرانی)
- بن زایتلین
- رابرت زمکیس
- جوئل زوئیک
- تری زوئیگاف
- فرد زینمان
- روبرت زیودماک
- دیران سارافیان (ارمنی)
- مایک ساود
- باب سجت
- پیتر سگال
- کریس سندرز
- استیون سودربرگ
- تاد سولوندز
- فرد سویج
- استفانی سویفت
- درک سیانفرانس
- جرج سیتون
- استیون سیگال
- دن سیگل
- برایان سینگر
- جان سینگلتون
- جری شاتزبرگ
- تونی شالهوب
- ملویل شاولسون
- ام. نایت شیامالان
- دکس شپارد
- جوئل شوماخر
- برخد عبدی (ایرانی)
- ریچارد فلایشر
- ویکتور فلمینگ
- جان فورد
- چارلز فورمن
- آنه فلچر
- دیوید فینچر
- فرانک کاپرا
- فرانسیس فورد کاپولا
- آنتونی فوکوآ
- الیا کازان
- جیمز کامرون
- استنلی کریمر
- برادران کوئن
- استنلی کوبریک
- دیوید وارک گریفیث
- دیوید اس. گویر
- تری گیلیام
- دایان لاد
- جان لافیا
- آیدا لوپینو
- جورج لوکاس
- سیدنی لومت
- اسپایک لی
- دیوید لینچ
- آنتونی مان
- مایکل مان
- مری استوارت مسترسون
- سام مندز
- جوزف ال. منکیه‌ویچ
- جیمز منگولد
- رابرت مولیگان
- محمدعلی شکورزاده(ایرانی)
- بنت میلر
- دیوید ناتر
- تیم بلیک نلسون
- رالف نلسون
- تام نونان
- جف نیکولز
- رائول والش
- ویلیام وایلر
- اورسن ولز
- گاس ون سنت
- الکس وینتر
- هال هارتلی
- هوارد هاکس
- ران هاوارد
- توبی هوپر
- دنی هوستون
- جک هیل
- جورج روی هیل
- استیون هیلنبرگ
- جان هیوستون
- ناصر بدیعی

## کارگردانان انگلیسی
- ریچارد اتنبرا
- تونی اسکات
- ریدلی اسکات
- آنتونی اسکویت
- گری الدمن
- لارنس الیویه
- لیندسی اندرسن
- پل دبلیو.اس. اندرسون
- موریل باکس
- پیتر بروک
- بنکسی
- جان بورمن
- دنی بویل
- آلن پارکر
- مایکل پاول
- امریک پرسبرگر
- استورم تورجرسن
- ریکی جرویس
- چارلی چاپلین
- گرانت جی
- گاریندر چادا (هندی)
- استیون دالدری
- ایان دالریمپل (آفریقای جنوبی)
- چارلز دنس
- کن راسل
- بانی رایت
- جو رایت
- نیکلاس روگ
- الما لوسی رویل
- تونی ریچاردسون
- گای ریچی
- کارول رید
- گای ریچی
- جان شلزینجر
- استیون فرای
- فردی فرانسیس
- استیون فریرز
- آلبرت فینی
- جک کاردیف
- ریچارد کرتیس
- فاریس کرمانی
- دونالد کریسپ
- راجر کریستین
- نول کلارک
- گای گرین
- پل گرینگرس
- جان گیلگد
- تری گیلیام
- جود لا
- لدا لوپینو
- چارلز لوتن
- کن لوچ
- فرانک لوید
- مایک لی
- دابلیو. پی. لیپسکم
- آدریان لین
- دیوید لین
- جیمز مارش
- لورا مالوی
- مارتین مک‌دونا
- استیو مک‌کوئین
- سام مندس
- دیوید موریسی
- آنتونی مینگلا
- پیتر واتکینز
- مایکل وینر
- کریستوفر نولان (آمریکایی)
- مهدی نوروزیان (ایرانی)
- نیما نوری‌زاده (ایرانی)
- مایک نیوول (کارگردان)
- راشل وارد
- پل ویلند
- ریچارد ویلیامز (کانادایی)
- استیون هاپکینز
- داگلاس هاج
- استفن هاپکینز
- باب هاسکینز
- پیتر هال
- لسلی هاوارد
- تیم هترینگتن
- گای همیلتون
- تام هوپر
- آلفرد هیچکاک
- ویکتور هیرمن
- اندرو هیگ
- پیتر یاتز
- ترنس یانگ
- امیلی یانگ
- دیوید یتس

## کارگردانان ایتالیایی
- آزیا آرجنتو
- داریو آرجنتو
- میکل آنجلو آنتونیونی
- پوپی آواتی
- فرزان ازپتک
- استنو
- ارمانو اولمی
- آگوستینو ایموندی
- کارلو لودوویکو براگالیا
- برناردو برتولوچی
- ولری برونی تدسکی
- روبرتو بنینی
- برونو بوزتو
- پیر پائولو پازولینی
- مارچلو پالی‌یرو
- میکله پلاچیدو
- جیلو پونته‌کوروو
- برادران تاویانی
- ماسیمو ترویسی
- جوزپه تورناتوره
- آگوستو جنینا
- ویتوریو دسیکا
- آلیس رورواچر
- فرانچسکو روزی
- روبرتو روسلینی
- دینو ریسی
- فرانکو زفیرلی
- آلبرتو سوردی
- پائولو سورنتینو
- ماریو سولداتی
- ریکاردو فردا
- فدریکو فلینی
- لوچو فولچی
- دموفیلو فیدانی
- فرانک کاپرا
- سرجو کاستلیتو
- لوئیجی کومنچینی
- ویتوریو گاسمن
- سرجو لئونه
- نانی لوی
- کارلو لیتزانی
- لوچیانو لیگابو
- آنتونیو مارگریتی
- کورتزیو مالاپارته
- نانی مورتی
- جولیانو مونتالدو
- ماریو مونیچلی
- لوکینو ویسکونتی

## کارگردانان ایرلندی
- جیم شریدان
- کن لوچ

## کارگردانان برزیلی
- هکتور بابنکو
- والتر سالس

## کارگردانان تایوانی
- آنگ لی
- هو شیائو شین

## کارگردانان چکی
- کارل زمان
- یان شوانکمایر
- میلوش فورمن

## کارگردانان چینی
- جانگ جی جونگ
- جکی چان (هنگ کنگی)
- چن کایگه
- انگ لی
- جان وو
- ترنس یانگ (بریتانیایی)
- ژانگ ییمو

## کارگردانان دانمارکی
- کارل تئودور درایر
- لارس فون تریر
- بیله آگوست

## کارگردانان روسی (شوروی سابق)
- وادیم آبدارشیتف
- سرگئی آیزنشتاین
- آلکسی بالابانوف
- عارف بابایف
- سرگئی باندارچوک
- لاناگوگو بریدزه
- رولان بیکوف
- سرگئی پاراجانف (ارمنی)
- آندری تارکوفسکی
- مارلن خوتسیف
- گریگوری چوخرای
- الکساندر داوژنکو
- مارک دانسکوی
- الکساندر سوکوروف
- میخائیل کالاتازوف
- گریگوری کوزینیتسف
- بوریس کیمیاگرف (تاجیکی)
- آندری کونچالوفسکی
- پاول لوبیموف
- واسیلی لیوانوف
- نیکیتا میخالکوف (برادر آندری کونچالوفسکی)
- ژیگا ورتوف
- اوتار یوسلیانی

## کارگردانان ژاپنی
- هیدئاکی آنو
- کیوکو آیزومه
- یاسوجیرو ازو
- ماساکی کوبایاشی
- کاتسوهیرو اوتومو
- مامورو اوشی
- ناگیسا اوشیما
- یوکو اونو (آمریکایی)
- کن ایچیکاوا
- شوهئی ایمامورا
- ایسائو تاکاهاتا
- اوسامو تزوکا
- تاکاشی شیمیزو
- کانه‌تو شیندو
- جون فوکودا
- شینتارو کاتسو
- ساتوشی کن
- تاکاشی کوئیزومی
- آکیرا کوروساوا
- کیوشی کوروساوا
- تاکشی کیتانو
- تاکئو کیمورا
- هیدئو گوشا
- کوجی موریموتو
- کنجی میزوگوچی
- یوکیو میشیما
- تاکاشی میکه
- ایشیرو هوندا
- تشیگاهارا هیروشی
- یامادا یوجی

## کارگردانان سوئدی
- اینگمار برگمان
- مالک بنجلول
- سوسن تسلیمی (ایرانی)
- ویکتور شوستروم
- دولف لاندگرن
- لینا مقبول
- بو ویدربرگ
- لاس هالستروم

## کارگردانان شیلیایی
- آلخاندرو آمنابار
- آلخاندرو خودوروفسکی
- رائول روئیز
- الکساندر ویت

## کارگردانان فرانسوی
- میشل آزاناویسوس
- الکساندر آستروک
- متیو آمالریک
- ژان-ژاک آنو
- ژان اپستاین
- برمک اکرم (افغانی)
- ژاک اودیار
- میشل اودیار
- مستر اوزو
- فرانسوا اوزون
- کریستوف اونوره
- روبر برسون
- ولری برونی تدسکی (ایتالیایی)
- کلود بری
- لوک بسون
- روژه بوسینو
- کارول بوکه
- لوئیس بونوئل
- مارسل پانیول
- رومن پولانسکی
- موریس پیالا
- میشل پیکولی
- ژاک تاتی
- برتران تاورنیه
- فرانسوا تروفو
- کرالی ترین تی
- تریستان تزارا
- فرانسیس جاکوبتی
- روبر حسین
- آلخاندرو خودوروفسکی (شیلییایی)
- فرانک دارابونت
- ویرژینی دپانت
- ژولی دلپی
- گی دوبور
- مارگریت دوراس
- ژان دوژاردن
- ژرمن دولاک
- آلن رب‌گریه
- عتیق رحیمی (افغانی)
- ژان رنوار
- آلن رنه
- رائول روئیز
- اریک رومر
- ژاک ریوت
- سباستین ژاپریسو
- لوک ژاکه
- ژان-پیر ژونه
- ژرار ژونیو
- کلود دو ژیوره
- کلود شابرول
- پاتریس شرو
- باربت شرودر
- پیر شوئندورفر
- سیلوین شومه
- ژرژ فرانژو
- پیر کافین
- آنا کارینا
- لوران کانته
- فرنان کروملنک
- عبداللطیف کشیش
- کریستین کلاویه
- رنه کلر
- گیوم کنه
- ژاک کوپو
- آلن کورنو
- کوستا گاوراس
- ژان کوکتو
- ژان لویی کومولی
- آبل گانس
- ژان-لوک گدار
- ژودیت گدرش
- میشل گوندری
- ساشا گیتری
- سرج گینزبرگ
- آلبر لاموریس
- فرنان لژه
- ملانی لوران
- برادران لومیر
- مکس لیندر
- سوفی مارسو
- کریس مارکر
- لویی مال
- کاد مراد
- مبروک المکری (تونسی)
- ژان-پیر ملویل
- ژرژ ملی‌یس
- ژن مورو
- پیر مورل
- موزیدورا
- ادوار مولینارو
- فردریک میتران
- برنارد ناتان
- گاسپر نوئه
- روژه وادیم
- آنیس واردا
- اریک والی
- ژان د والیر
- آنری ورنوی
- میشل ولبک
- ژان ویگو
- آن ویازمسکی
- روژه هنن
- اوتار یوسلیانی

## کارگردانان فنلاندی
- الکسیس کوروس (ایرانی)
- آکی کوریسماکی
- رنی هارلین

## کارگردانان لهستانی
- یرژی اسکولیموسکی
- یرژی اشتور
- رومن پولانسکی
- کژیشتف زانوسی
- کریستوف کیشلوفسکی
- آندره وایدا

## کارگردانان مجارستانی
- نیمرود آنتال
- بلا تار
- آتیلا دارگای
- ایشتوان سابو
- میکلوش یانچو

## کارگردانان مکزیکی
- آلخاندرو گونزالز اینیاریتو
- گیلرمو دل تورو
- آلفونسو کوارون

## کارگردانان نروژی
- اریک گوستاوسون
- هشام زمان
- لیو اولمان

## کارگردانان ولزی
- پیتر گرینوی

## کارگردانان هندی
- ساتیا جیت رای

تارسم سینگ
نایت شیامالان

## کارگردانان هنگ کنگی
- جکی چان
- وونگ کار وای

## کارگردانان یوگوسلاو
- امیر کوستوریتسا

## کارگردانان یونانی
- تئو آنجلوپولوس
- یورگوس لانتیموس
- کوستا گاوراس (فرانسوی)